# پیکو باسیله
قله باسیله (به لاتین: Pico Basilé) یک کوه در گینه استوایی است که در بیوکو نورت واقع شده‌است. قله باسیله ۳٬۰۱۱ متر بالاتر از سطح دریا واقع شده‌است و بلندترین کوه  گینه استوایی است.  بر خلاف سه جزیره دیگر که آتش فشان خاموش هستند آخرین فوران آتشفشان در سال ۱۹۲۳ رخ داد.